# Lady a Tramp II: Scampova dobrodružství
Lady a Tramp II: Scampova dobrodružství (v anglickém originále Lady and the Tramp II: Scamp's Adventure) je animovaný film z roku 2001 režisérů Darrell Rooney. Film je volným pokračováním snímku Lady a Tramp z roku 1955.
Hrdinou filmu je štěně Lady a Trampa, které touží stát se "divokým psem". Film byl vyroben ve studiu Walt Disney Animation Australia, které je nyní uzavřeno. Disney znovu vydal film na DVD po znovuuvedení prvního dílu na DVD 20. června 2006. Speciální DVD edice se přestala vydávat od 31. ledna 2007.
Hlasy postaviček v originále namluvili herci jako Scott Wolf, Roger Bart, Alyssa Milano, Susan Egan, Jeff Bennett, Jodi Benson, Jess Harnell, Mickey Rooney, a Chazz Palminteri.

## Děj
Lady a Tramp mají štěňátka. Mezi roztomilými štěňátky je i rozpustilý Scamp, který touží po svobodě a volnosti. Jednou se Scampovi podaří utéct na ulici, kde se seznámí s vůdcem smečky Busterem a krásnou fenkou Angel. Scamp musel projít Busterovými testy aby se mohl přidat do jeho smečky. Jenomže Angel není moc spokojená, protože ona touží po teplém domově. Nakonec se Scamp dostane do útulku, a pak si uvědomí, že život v domě je o mnoho lepší než na ulici. Pak ho zachrání jeho otec Tramp, a vrátí se společně zpátky domů.